# Teatro Von Pauer
Il Teatro Von Pauer è un teatro di Genova.

## Storia
Il Teatro Von Pauer sorge nell'area del complesso degli storici edifici del Paverano nel quartiere di San Fruttuoso.
Le strutture originarie furono costruite nel corso del XII secolo. Dopo gli ingenti danni causati dai francesi nel corso del 1700, gli edifici furono completamente ristrutturati nella seconda metà del XIX secolo, grazie ai fondi di Pietro Gambaro, ricco possedente e consigliere municipale genovese.
Fu quindi Don Orione, nel corso degli anni 1930 del Novecento, a riprenderne la proprietà e la gestione nel proprio Cottolengo. Alla fine degli anni '70 del Novecento, il principe Ernesto Carlo von Pauer di Faucigny Lucinge (1886-1976) lasciò in eredità metà dei propri averi all'associazione di Don Orione. Grazie a questa cospicua donazione, il moderno teatro venne pertanto edificato e allestito negli anni '90, intitolandolo al benefattore stesso.
Il teatro propone spettacoli teatrali, concerti, rappresentazioni artistiche e culturali, in particolare nel filone del teatro sociale. È anche sede di convegni, congressi e corsi di formazione, specialmente nel settore medico specialistico. È fra le sale genovesi ad aver partecipato alla rassegna Tegras. Fra gli artisti musicali in tournée presso il teatro: i Delirium, Viola Valentino, Perseo Miranda, The Walking Sleeper, Massimo Morini, Nico Battaglia, e altri.
Nel marzo 2024, è iniziato l'iter legislativo presso la Camera dei deputati per dichiarare il teatro "monumento nazionale", insieme agli altri 15 principali teatri del capoluogo ligure.

## Descrizione
Il teatro dispone palco rialzato in legno e 248 posti in poltroncine.